# Irena Jarocka

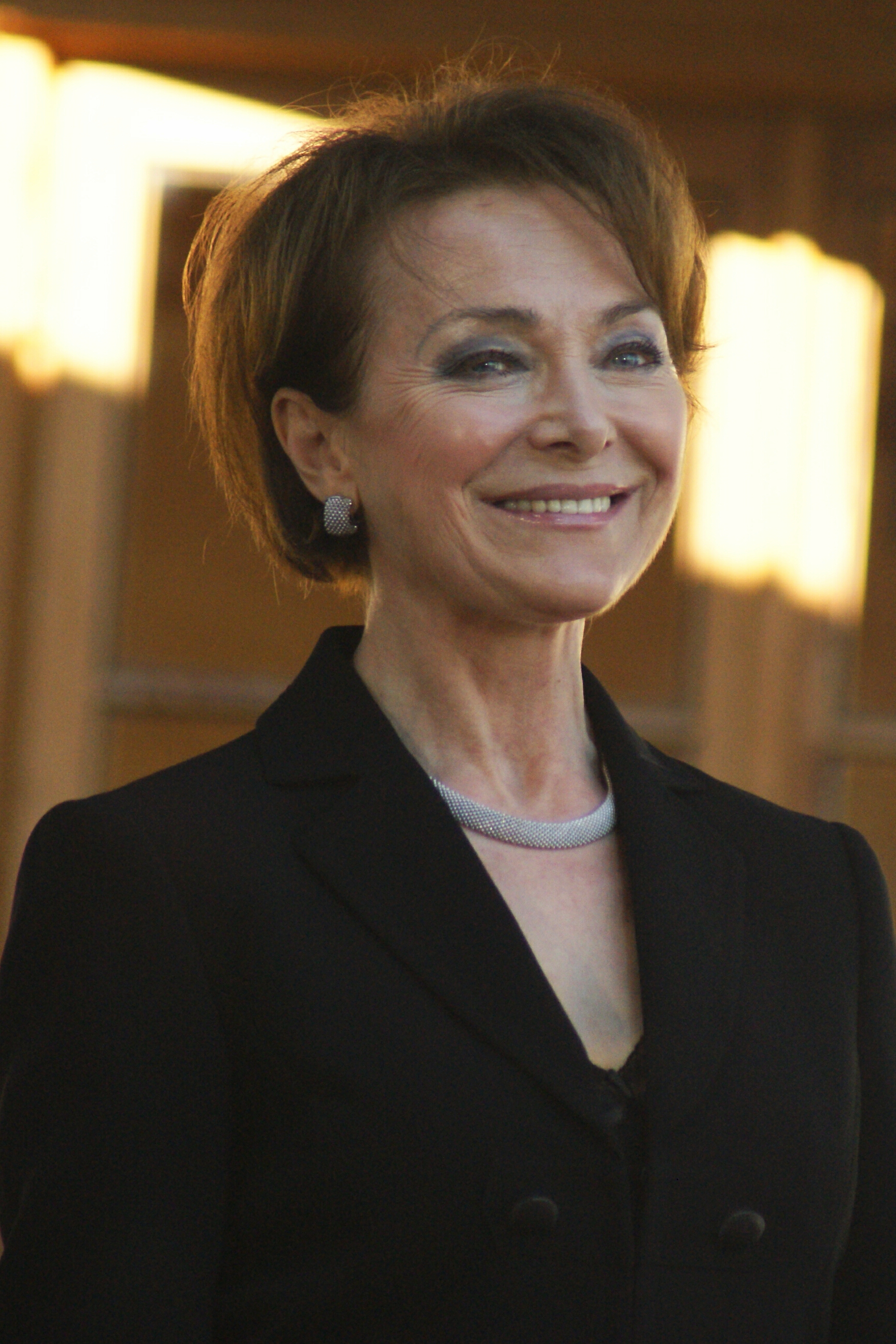
Irena Jarocka (2010)

Irena Wanda Jarocka (* 18. August 1946 in Srebrna Góra, Woiwodschaft Großpolen; † 21. Januar 2012 in Warschau) war eine polnische Balladen-, Pop- und Schlagersängerin, die in Deutschland als Irena Jarova auftrat.

## Leben

### Ausbildung
Jarocka wuchs in Srebrna Góra auf. Sie studierte Musik an der Musikakademie Danzig bei Professorin Halina Mickiewiczówna. Von 1969 bis 1973 lebte sie in Paris und studierte am La Petit Conservatoire de la Chanson.

### Musik
Jarocka nahm an verschiedenen Amateurwettbewerben teil und arbeitete mit Zespół Estradowy Marynarki Wojennej Flotylla. 1966 trat sie im Klub Rudy Kot in Danzig und auch das erste Mal auf dem Landesfestival des Polnischen Liedes in Opole auf. es erfolgten auch Auftritte auf dem Sopot Festival, das erste Mal 1968.
Als Sängerin arbeitete sie für Philips und brachte mehr als 13 Alben heraus. Sie trat sowohl im Vorprogramm von Künstlern wie Michel Sardou, Enrico Macias, Charles Aznavour und Mireille Mathieu auf als auch auf eigenen Tourneen, die sie durch ganz Europa führten. Auch trat sie vor polnischen Gemeinden in Australien, Kanada und den Vereinigten Staaten auf.

### Film und Fernsehen
Jarocka trat 1976 im Film Ich bin ein Schmetterling von Jerzy Gruza auf, in dem sie die weibliche Hauptrolle spielte.

## Privatleben
Irena Jarocka heiratete 1973 Marian Zacharewicz, von dem sie sich 1977 trennte. Von 1989 bis zu ihrem Tod war sie mit Michał Sobolewski verheiratet, den sie bereits 1976 auf einer Konzertreise in Russland kennen lernte. Das Paar lebte seit 1990 in den Vereinigten Staaten, kehrte jedoch später nach Polen zurück. Jarocka verstarb am 21. Januar 2012 nach langer Krankheit.

## Diskografie

### Musikalben
- 1974 – W cieniu dobrego drzewa
- 1976 – Gondolierzy znad Wisły
- 1977 – Wigilijne życzenie
- 1977 – Koncert (& Orchestr Karla Vágnera)
- 1978 – Być narzeczoną twą
- 1981 – Irena Jarocka
- 1987 – Irena Jarocka
- 1992 – My french favourites
- 2001 – Mój wielki sen
- 2004 – Kolędy bez granic
- 2008 – Małe rzeczy
- 2010 – Ponieważ znów są Święta
- 2012 – Piosenki francuskie

### Kompilationen
- 1995 – Wielkie przeboje
- 1995 – Kolekcja vol.1
- 1995 – Kolekcja vol.2
- 1998 – Odpływają kawiarenki – Złota kolekcja
- 2002 – Złote przeboje – Platynowa kolekcja
- 2003 – Motylem jestem
- 2006 – Moje złote przeboje – Platynowa kolekcja
- 2006 – Piosenki o miłości – Platynowa kolekcja
- 2010 – Największe przeboje część 1
- 2010 – Największe przeboje część 2
- 2011 – 40 piosenek Ireny Jarockiej ("CD)
- 2012 – Niezapomniane Przeboje (2CD)

### Singles
- 1969 – Il faut y croire/Tu me reviendras
- 1970 – Tant que la barque va/Et ce sera moi
- 1974 – Śpiewam pod gołym niebem/Wymyśliłam Cię/Nie wrócą te lata/W cieniu dobrego drzewa
- 1975 – Junge Liebe/Warum weint der Wind
- 1975 – Kocha się raz/Zawsze pójdę z tobą
- 1976 – Sag ihm, das ich ihn liebe/Auf dem Bahnsteig Nr. 8
- 1976 – Odpływają kawiarenki/Przeczucie
- 1976 – Sto lat czekam na twój list/By coś zostało z tych dni
- 1977 – Morgenrot/Unser Zelt aus Stroh
- 1978 – Garść piasku/Chyba się warto o mnie bić
- 1978 – Niech tańczą nasze serca/Mój słodki Charlie
- 1978 – Nie wiadomo, który dzień/Wszystko dam
- 1978 – Być narzeczoną twą/Przeoczone, zawinione
- 1978 – Nadzieja/Był ktoś
- 1979 – Piosenka spod welonu/Mon Harley Davidson/Plaisir d’amour/Aranjuez mon amour
- 1980 – To za mało/Nie odchodź jeszcze
- 1981 – Tańczy niedziela/Gimmie Some Lovin’
- 1981 – Mam temat na życie/Bliski sercu dzień
- 2001 – Magia księżyca/Dance Remix: Motylem jestem, Kawiarenki, Nie wrócą te lata
- 2002 – Na krakowską nutę – mit Wawele
- 2008 – Małe rzeczy
- 2009 – No to co
- 2010 – Break Free – mit  Michael Bolton
- 2010 – Ponieważ znów są Święta

## Auszeichnungen
- 1968: I. Platz – Telewizyjna Giełda Piosenki, Lied Gondolierzy znad Wisły
- 1971: Silver Gronostaj Award  – Festival in Rennes
- 1973: Silberner Ring – FPŻ in Kołobrzeg
- 1974: Zuschauerpreis – Sopot Festival
- 1975: II. Platz – Coupe d’Europe Musicale in Villach, Österreich

## Publikationen
Jarocka, Irena: Motylem jestem, czyli piosenka o mnie samej. Prószyński I S-Ka 2007, ISBN 8374696230